# Masteria urdujae
Espèce
Masteria urdujae est une espèce d'araignées mygalomorphes de la famille des Dipluridae.

## Distribution
Cette espèce est endémique de Luçon aux Philippines. Elle se rencontre dans la grotte Pelpel Cave à Bani.

## Description
La carapace du mâle holotype mesure 1,86 mm de long sur 1,58 mm et l'abdomen 2,28 mm de long sur 1,42 mm.

## Étymologie
Cette espèce est nommée en l'honneur d'Urduja.

## Publication originale
- Rasalan & Barrion-Dupo, 2019 : Description of a new species of Masteria L. Koch, 1873 (Dipluridae: Masteriinae) with a world catalogue. Journal of Asia-Pacific Biodiversity, vol. 12, no 2, p. 160-164.